# Domagoj

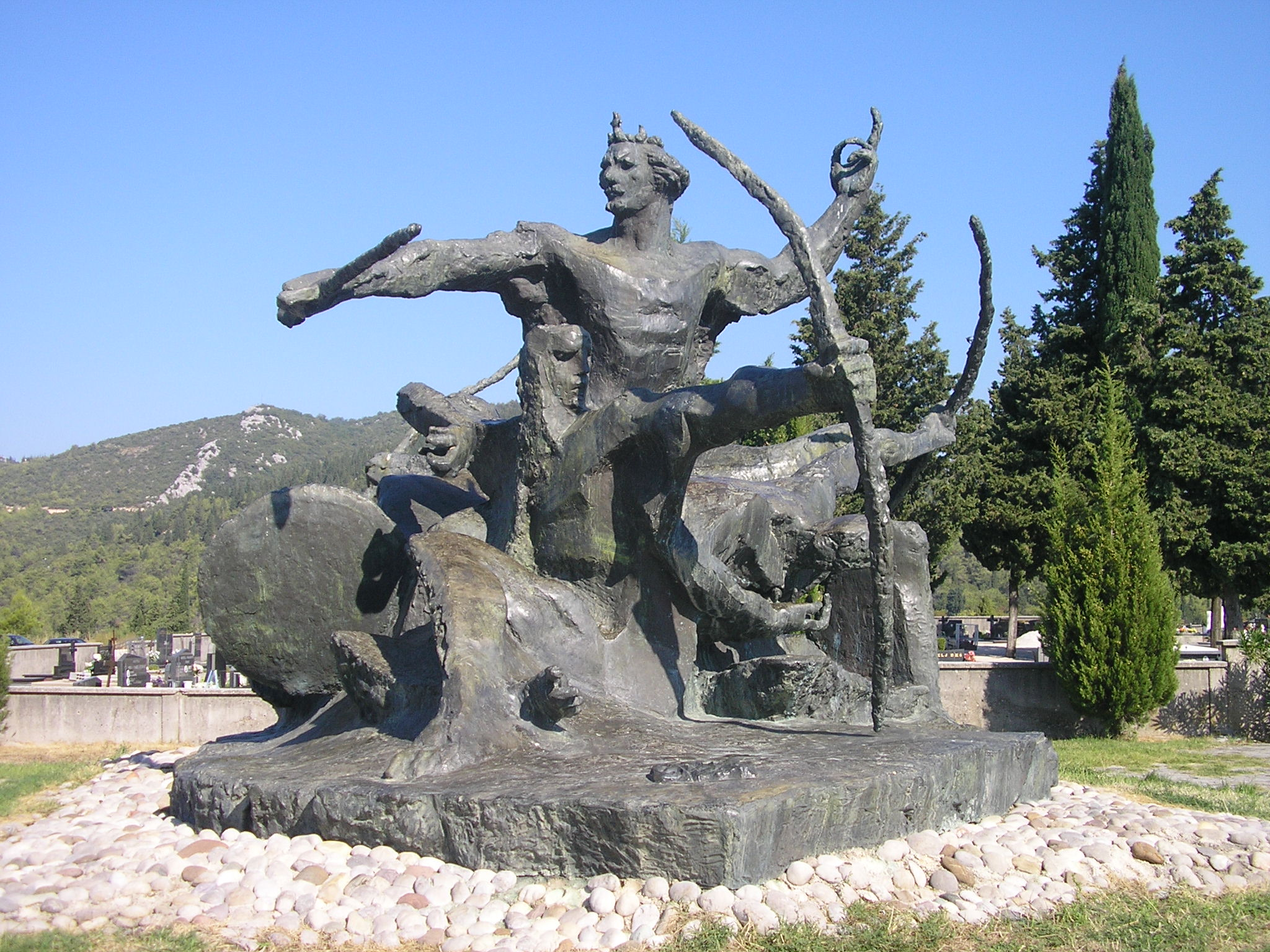
Denkmal für Domagoj und seine Bogenschützen in Vid bei Metković (Kroatien)

Domagoj (lateinisch Domagoi, Domagous, Domogous, Dommagous; † 876) war ein südslawischer Knes und herrschte von 864 bis zu seinem Tod 876 über das Herzogtum Kroatien, das sogenannte Dalmatinische Kroatien. Während seiner Herrscherzeit war Piraterie die Haupteinnahmequelle seines kleinen Staates. Das störte die unter der Herrschaft Byzanz stehende Handelsstadt Venedig. Domagoj war der Stammvater des Hauses Domagojević.

## Leben
Eine Theorie geht davon aus, dass Domagoj ursprünglich ein Knes der Narentaner war, wie spätere Quellen aus dem 15. und 16. Jahrhundert berichten (Domoghoi prinze de Narentani). Auch die Namensendung -goj weist darauf hin, dass er aus dem Mündungsgebiet der Neretva stammt, da die einzigen Namen dieser Endung (Domagoj und Berigoj) Neretvaner Fürsten waren. Die andere Theorie besagt, dass er ein Adliger aus Knin im dalmatinischen Hinterland war. Sicher ist, dass er nicht Nachkomme seines Vorgängers Trpimir I. war, sondern höchstwahrscheinlich als Usurpator an die Macht kam, da er Trpimirs Söhne Petar, Zdeslav und Muncimir zum Exil nach Konstantinopel zwang.
Die Thronwirren versuchte Venedig auszunutzen, um Kroatien anzugreifen, doch nach einigen Scharmützeln schaffte es Domagoj, einen Frieden auszuhandeln. Auch die Sarazenen griffen weiter die Küstenstädte an, unter anderem auch Ragusa, das eine 15-monatige Belagerung mit Hilfe der Flotte Byzanz erfolgreich überstand.
In den Jahren 869 bis 871 half Domagoj in einem Flottenverbund mit Ragusa auch dem Kaiser des Heiligen Römischen Reiches Ludwig II. bei der Rückeroberung Baris von den Arabern. Bari wurde am 2. Februar 871 eingenommen. Dies nutzte Byzanz aus, um die Neretvaner anzugreifen. Als wiederum die Araber die byzantinischen Städte an der kroatischen Küste angriffen, nutzte Domagoj die Gelegenheit, die Byzantiner und Venezianer von der Küste zurückzudrängen.
Die Kämpfe und Schlachten waren so zahlreich und Domagoj so brutal in seinen Methoden gegen seine Gegner, dass nach seinem Tode die Chroniken Venedigs ihn als schlimmsten Fürsten der Slawen bezeichneten (lateinisch pessimus Sclavorum dux).
Papst Johannes VIII. hingegen nennt ihn in seinem Brief aus den Jahren 874/875 „ruhmreichen Fürst der Slawen“ (lateinisch gloriosus dux Sclavorum). Doch auch er forderte ihn auf, seine Feinde nicht zu töten, sondern ihnen zu verzeihen und sie mit dem Exil zu strafen.
Domagoj starb im Jahre 876 und ihm folgte sein Sohn Iljko nach. Ab 879 war mit Branimir ein weiteres Mitglied des Hauses Domagojević kroatischer Knes.